# Felton (Delaware)
Pour les articles homonymes, voir Felton.
Felton est une ville américaine située dans le comté de Kent, dans l'État du Delaware.

## Démographie
| 1870 | 1880 | 1890 | 1900 | 1910 | 1920 |
| ---- | ---- | ---- | ---- | ---- | ---- |
| 437  | 383  | 403  | 400  | 451  | 771  |

| 1930 | 1940 | 1950 | 1960 | 1970 | 1980 |
| ---- | ---- | ---- | ---- | ---- | ---- |
| 463  | 442  | 453  | 423  | 495  | 547  |

| 1990 | 2000 | 2010  | - | - | - |
| ---- | ---- | ----- | - | - | - |
| 683  | 784  | 1 298 | - | - | - |

Selon le recensement de 2010, Felton compte 1 298 habitants. La municipalité s'étend sur 0,82 milles carrés (2,12 km2).